# ورزشگاه آلومینیوم
ورزشگاه آلومینیوم (به عربی: ملعب الألومنیوم) یک ورزشگاه در مصر است که در نجع حمادی واقع شده‌است.